# Belmont (Nou Hampshire)
Belmont és una població dels Estats Units a l'estat de Nou Hampshire. Segons el cens del 2000 tenia 6.716 habitants.

## Demografia
Segons el cens del 2000, Belmont tenia 6.716 habitants, 2.641 habitatges, i 1.867 famílies. La densitat de població era de 84,7 habitants per km².
Dels 2.641 habitatges en un 32,9% hi vivien nens de menys de 18 anys, en un 56,1% hi vivien parelles casades, en un 10,1% dones solteres, i en un 29,3% no eren unitats familiars. En el 22% dels habitatges hi vivien persones soles el 8% de les quals corresponia a persones de 65 anys o més que vivien soles. El nombre mitjà de persones vivint en cada habitatge era de 2,54 i el nombre mitjà de persones que vivien en cada família era de 2,95.
Per edats la població es repartia de la següent manera: un 25% tenia menys de 18 anys, un 6,9% entre 18 i 24, un 31% entre 25 i 44, un 25,8% de 45 a 60 i un 11,4% 65 anys o més.
L'edat mediana era de 38 anys. Per cada 100 dones de 18 o més anys hi havia 93,8 homes.
La renda mediana per habitatge era de 47.717$ i la renda mediana per família de 53.125$. Els homes tenien una renda mediana de 35.000$ mentre que les dones 25.882$. La renda per capita de la població era de 19.986$. Entorn del 3,8% de les famílies i el 4,3% de la població estaven per davall del llindar de pobresa.